# Ana Burgos
Ana Burgos Acuña (Madrid, 26 december 1967) is een Spaanse triatlete, en duatlete en aquatlete. Ze werd Europees kampioene duatlon en Europees kampioene triatlon op de olympische afstand en meervoudig Spaans kampioene op de triatlon.
Burgos deed in 2004 mee aan de Olympische Zomerspelen van Athene. Zij behaalde een zevende plaats in een tijd van 2:06.02,36. Vier jaar later op de Olympische Spelen van 2008 in Peking ging het iets minder voortvarend en moest ze genoegen nemen met een 20e plaats in 2:02.43,85

## Titels
- Europees kampioene duatlon - 2004
- Europees kampioene triatlon op de olympische afstand - 2003
- Spaans kampioene triatlon op de olympische afstand - 2000, 2002, 2005, 2006

## Palmares

### duatlon
- 2001: 6e WK
- 2004:  EK in Swansea - 2:02.56
- 2005:  EK in Debrecen - 2:06.19
- 2006:  EK in Rimini - 2:05.20
- 2008:  WK korte afstand in Rimini - 2:04.27
- 2009:  WK korte afstand in Concord - 2:08.30

### triatlon
- 2000: 17e EK olympische afstand in Stein - 2:13.16
- 2001: 11e EK olympische afstand in Karlovy Vary - 2:24.13
- 2001: 31e WK olympische afstand in Edmonton - 2:06.26
- 2002: 9e EK olympische afstand in Győr - 2:00.08
- 2002: 19e WK olympische afstand in Cancún - 2:05.32
- 2003:  WK lange afstand op Ibiza - 6:20.15
- 2003:  EK olympische afstand in Karlovy Vary - 2:10.11
- 2003: 8e WK olympische afstand in Queenstown - 2:09.35
- 2004: 7e EK olympische afstand in Valencia - 1:59.08
- 2004: 9e WK olympische afstand in Funchal - 1:54.25
- 2004: 7e Olympische Spelen van Athene - 2:06.02,36
- 2005:  EK olympische afstand in Lausanne - 2:08.27
- 2007: 38e WK olympische afstand in Hamburg - 1:58.52
- 2008: 20e Olympische Spelen van Peking - 2:02.43,85
- 2009: 32e ITU wereldbekerwedstrijd in Madrid - 2:13.33

### aquatlon
- 2000:  WK in Cancún